# Mycosphaerella euphorbiae
Mycosphaerella euphorbiae är en svampart som beskrevs av Niessl ex J. Schröt. 1894. Mycosphaerella euphorbiae ingår i släktet Mycosphaerella och familjen Mycosphaerellaceae.   Inga underarter finns listade i Catalogue of Life.